# Linia kolejowa Velmeden – Eichenberg
Gelstertalbahn – była jednotorowa drugorzędna linia kolejowa w Niemczech (Nebenbahn), w północnej części Hesji. Biegła z Eichenbergu przez Witzenhausen Süd i Großalmerode Ost do Velmeden.